# 中共青岛党史纪念馆
36°06′27″N 120°20′20″E / 36.10750°N 120.33889°E
中共青岛党史纪念馆，原称中共青岛地方支部旧址纪念馆，位于中国山东省青岛市市北区海岸路18号（含16号），是中国共产党青岛地方组织的早期活动地点，现为山东省文物保护单位。

## 历史
海岸路16号、18号两座院落最初为德资山东铁路公司职工宿舍，建于青岛德占时期（1897-1914），具体建造年代不明，习惯说法称建于1904年，但由于早期资料的缺乏，此说法未必准确。这两座院落被当地居民称为“西公司”或“西公司下院”，曾长期为胶济铁路及四方机厂的职工宿舍。

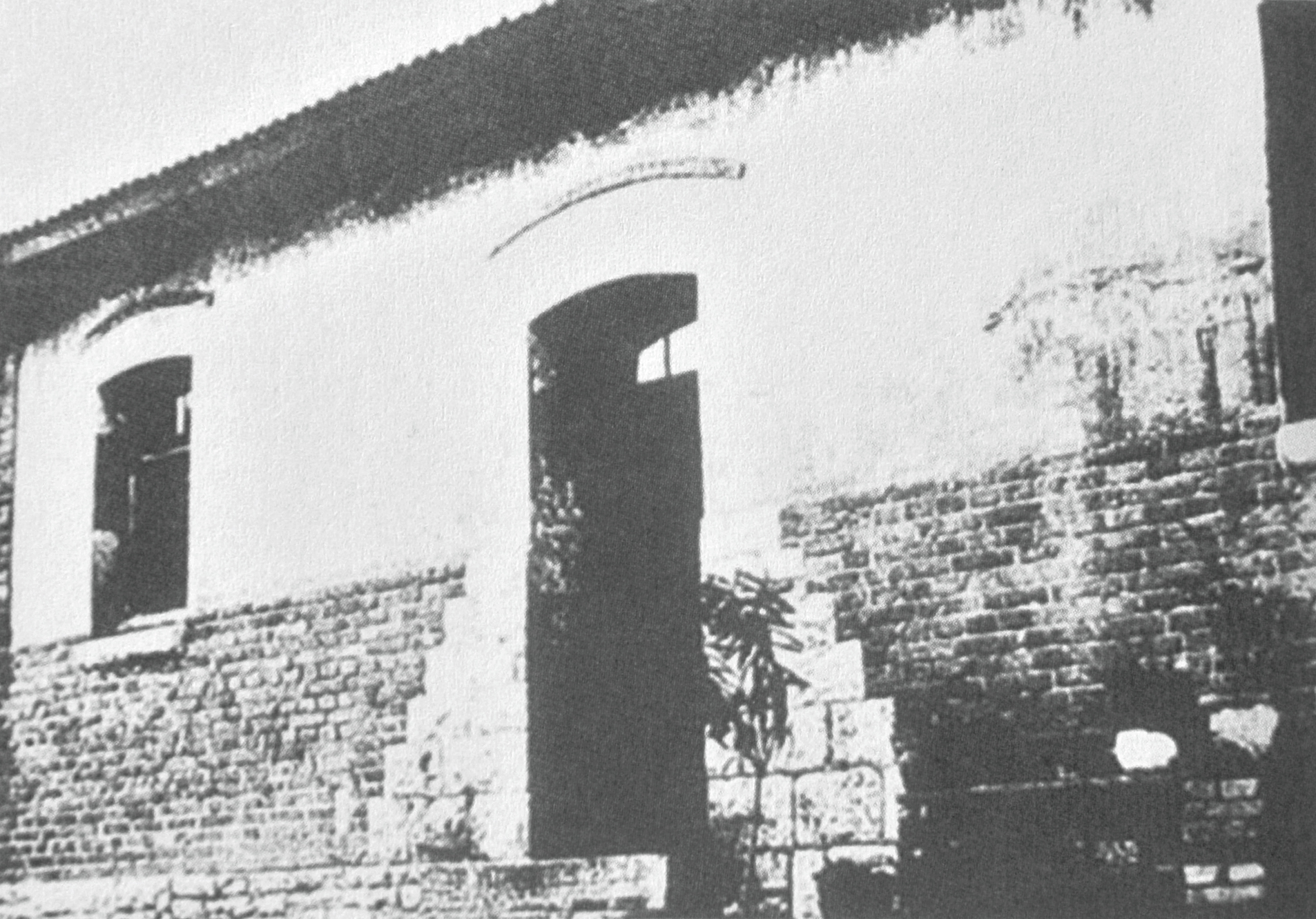
中共青岛地方支部旧址旧影

1923年，中国共产党党员邓恩铭赴青岛与中共党员王象午取得联系，于同年8月成立中共青岛组，邓恩铭任书记，隶属于中共济南地方执行委员会。1924年3月，王象午进入四方机厂任职，并在四方机厂职工宿舍获得一间住处（今海岸路18号内9户），其住处此后为中共在青组织的主要集会地点之一，也是邓恩铭等组织工人运动的落脚点。1924年7月，中共青岛组改称中共青岛独立组，隶属于中共中央，委托中共济南执委会领导。1925年2月改组为中共青岛支部。1925年间，中共青岛支部曾数次组织四方机厂、日商纺织厂等工厂工人罢工。1925年5月，时任中华全国总工会副委员长刘少奇赴青岛联系中共青岛党组织时曾在王象午住处内居住。中共党员王尽美、中共四方支部书记李慰农亦曾在此居住工作。1925年7月，军阀张宗昌武力镇压工人运动，中共在青组织被破坏，王象午因在关键时刻表现动摇而被开除党籍。
海岸路16号与18号原位于嘉禾路西段，门牌号曾为嘉禾路131号、129号。1956年，两院落东侧、位于嘉禾路北侧的济南铁路管理局四方材料厂（青岛铁路材料厂）将部分厂区移交给其南侧的四方机厂，两座职工宿舍院落划归济南铁路局，四方机厂职工陆续迁出，铁路局职工迁入。至同年四方机厂脱离济南铁路局管辖，改隶铁道部工厂局时，四方机厂职工全部迁出。与此同时，嘉禾路位于海云庵以西的路段因四方机厂厂区扩大而被封闭改为厂内道路。两座院落与四方机厂之间、连接国棉一厂与发电厂的无名小路被命名为东海岸路，两座院落门牌号遂改为东海岸路16号、18号。1970年代该路改名为海岸路，两院落门牌号一并改为海岸路16号、18号。此后两座院落逐渐成为大杂院，建筑保护状况、卫生状况较差。
1982年12月31日，海岸路18号中共青岛地方支部旧址列入第一批青岛市文物保护单位。2000年列入青岛市历史优秀建筑名单。2001年，海岸路18号经翻修辟为中共青岛地方支部旧址纪念馆，7月1日开馆。海岸路16号仍为大杂院。2006年12月7日，海岸路18号中共青岛地方支部旧址列入第三批山东省文物保护单位。2011年11月15日，海岸路16号以“胶济铁路四方工场职工宿舍旧址”之名列入四方区文物保护单位，次年12月四方区并入市北区后改为市北区文物保护单位。2011年7月1日至2013年7月1日，中共青岛地方支部旧址纪念馆经历改建扩建，将海岸路16号翻新并纳入其范围内，改称中共青岛党史纪念馆。

## 建筑特色
中共青岛党史纪念馆2011年扩建前占地面积2500平方米，建筑面积995平方米，扩建后占地面积9500平方米，建筑面积2000平方米。分两座院落，其中海岸路18号平面呈矩形，海岸路16号平面呈三角形。两座院落均为平房，石砌墙基、红瓦屋顶，外立面以石材与红砖装饰。该建筑群使用的石材为青州一带的石灰石，而非青岛常见的花岗岩。该建筑群为青岛现存为数不多的单层职工宿舍院落之一。